# Arhopala anthelus
Arhopala anthelus е вид пеперуда от семейство Синевки (Lycaenidae). Видът не е застрашен от изчезване.

## Разпространение
Разпространен е в Бруней, Виетнам, Индонезия (Калимантан, Суматра и Ява), Лаос, Малайзия (Западна Малайзия, Сабах и Саравак), Мианмар, Тайланд и Филипини.